# IC 3176
IC 3176 је спирална галаксија у сазвјежђу Береникина коса која се налази на листи објеката дубоког неба у Индекс каталогу.
Деклинација објекта је + 25° 30' 55" а ректасцензија 12h 20m 30,0s. Привидна величина (магнитуда) објекта IC 3176 износи 15,2 а фотографска магнитуда 16,0.